# Форносово
Форносово (рос. Форносово) — міське селище у Тосненському районі Ленінградської області Російської Федерації.
Населення становить 6156 осіб. Належить до муніципального утворення Форносовське міське поселення.

## Історія
Населений пункт розташований на історичній землі Іжорія.
Згідно із законом від 22 грудня 2004 року № 116-оз належить до муніципального утворення Форносовське міське поселення.

## Населення
| 1959  | 1970  | 1979  | 1989  | 1990  | 1997  | 2002  |
| ----- | ----- | ----- | ----- | ----- | ----- | ----- |
| 2579  | ↘2338 | ↗2366 | ↗2774 | ↘2700 | ↘2600 | ↗4866 |
| 2007  | 2009  | 2010  | 2012  | 2013  | 2014  | 2015  |
| ↘4600 | ↘4479 | ↗6408 | ↗6470 | ↘6446 | ↗6449 | ↘6443 |
| 2016  | 2017  | 2018  | 2019  | 2020  |       |       |
| ↘6380 | ↘6329 | ↘6276 | ↘6199 | ↘6156 |       |       |